# Ratnik
Ratnik je naziv bestsellera Nenada Ivankovića iz 2001. godine. Djelo je pustolovno-povijesni roman pisan na osnovi životopisa hrvatskog generala Ante Gotovine.  

## Vrsta djela
Ratnik je istovremeno i roman karaktera i roman prostora i roman zbivanja zahvaljujući živopisnoj biografiji glavnog junaka.

## Sadržaj
Djelo započinje napomenom kako se radi o istinitoj pripovijesti o životu Ante Gotovine. Opisano je kako se glavni lik sa šesnaest godina otputio u bijeli svijet, najprije kao mornar, a onda i kao pripadnik glasovite i kontroverzne Legije stranaca. Kako je s nepunih osamnaest godina bio borac najelitnijih postrojbi Legije, sudjelovao u mnogim bitkama širom Afrike, da bi nakraju postao i komandos i instruktor komandosa u Guatemali, Paragvaju... Kako se družio s ljudima poput glazbenika Gainsbourga, modnog kreatora Gaultiera, ili afričkog diktatora i cara Bokasse. I kako je imao svoje ljubavi u Parizu, Bogoti... Kako se nakon dvadeset godina, polovicom 1991., vratio se u domovinu, jer nije mogao otrpjeti da kao profesionalni vojnik ostane po strani, kad je njegov narod počeo krvariti. Pustolov je postao borac za slobodu, sudjelovao je u mnogim bitkama prsa o prsa, od novogradiškog i novskog bojišta (gdje je i ranjen) do Livna i Maslenice. Uzdižući se postupno od pukovnika preko brigadira do generala Hrvatske vojske i zapovjednika najvećih i najveličanstvenijih bitaka Domovinskog rata - Zima '94, Skok 1, Skok 2, Ljeto '95, Oluja, Maestral, Južni potez. Gotovina je oslobodio 10.000 kvadratnih kilometara hrvatske zemlje!
U knjizi se na umješan način isprepliću avantura, surovost vojničkog života, ljubav i borba za slobodu. Napisana je prije odlaska generala u Haag. Završava dodanom sitnom bilješkom o tome kako je Predsjednik Stjepan Mesić 29. rujna 2000. "naprasno smijenio general pukovnika Antu Gotovinu s dužnosti glavnog inspektora Hrvatske vojske. Zajedno s još šestoricom generala, jer su, s drugim visokim časnicima, uputili otvoreno pismo hrvatskoj javnosti, u kojem su stali u obranu vrijednosti Domovinskog rata'" pa ne sadrži kasnije događaje vezane uz opužnicu, bijeg zbog straha od nepravičnosti haaškog suda te samo suđenje. 

## Zanimljivosti
Djelo je prevedeno na engleski jezik.